# Thomas Lee (homme politique)
Pour les articles homonymes, voir Thomas Lee.
Thomas Lee, né le 8 avril 1783 et mort le 20 août 1832 à Québec, est un notaire, entrepreneur, fonctionnaire et homme politique canadien. 

## Biographie

### Famille et études
Il est le fils de Jean-Thomas Lée, marchand d'ascendance irlandaise et bordelaise, et de Marie-Angélique Gautron. Il étudie au Petit Séminaire de Québec avant d'entreprendre des études pour accéder à la profession de notaire. Il obtient l'autorisation de pratiquer le 21 février 1805.
Le 20 septembre 1808, il épouse Marie Just (fille de John Conrad Just, docteur, et de Josephte Fisbach). La sœur de cette dernière, Dorothée-Magdleine, est mariée avec George Vanfelson. Le 10 août 1822, il se remarie avec Mary Neilson (fille de James Neilson, imprimeur) en la cathédrale de la Sainte-Trinité de Québec.

### Carrière
Il est notaire à Québec durant toute sa vie.
Il est propriétaire d'une scierie et d'une fabrique d'huile de graine de lin à Saint-Roch. Il est copropriétaire de l'Imprimerie canadienne. Il est également actif dans les institutions officielles. En 1826, il est secrétaire de l'école britannique de Québec. Il est capitaine dans le 1er bataillon de milice de Québec jusqu'à sa destitution en 1827. En 1830, il est commissaire des chemins vicinaux de Québec.

### Politique
Lee se lance en politique en 1809. Il est alors élu député de Northumberland sous la bannière du Parti canadien. Il est réélu lors des élections de 1810 et 1814 avant d'être battu à celle de 1816. Il tente de se faire élire sans succès lors de l'élection partielle de 28 mars 1818 dans le comté de Québec. En 1820, il est élu député de la basse-ville de Québec lors des élections d'avril. Quelques mois plus tard, en juillet, de nouvelles élections sont déclenchées et il n'y participe pas. Ce mandat fut donc de courte durée. Il revient en politique, dans le même district électoral, lorsqu'il est élu à l'élection partielle du 11 décembre 1828. Il est réélu en 1830. Il appuie alors le Parti patriote.
Mort en 1832, ses obsèques sont célébrées en la basilique-cathédrale Notre-Dame de Québec. Il est inhumé au cimetière des Picotés.